# Arrondissement de Villeneuve-sur-Lot
L'arrondissement de Villeneuve-sur-Lot est une division administrative française située dans le département de Lot-et-Garonne, en région Nouvelle-Aquitaine.

## Composition

### Composition avant 2015
Liste des cantons de l'arrondissement de Villeneuve-sur-Lot :
- canton de Cancon ;
- canton de Castillonnès ;
- canton de Fumel ;
- canton de Monclar ;
- canton de Monflanquin ;
- canton de Penne-d'Agenais ;
- canton de Sainte-Livrade-sur-Lot ;
- canton de Tournon-d'Agenais ;
- canton de Villeneuve-sur-Lot-Nord ;
- canton de Villeneuve-sur-Lot-Sud ;
- canton de Villeréal.

### Découpage communal depuis 2015
Depuis 2015, le nombre de communes des arrondissements varie chaque année soit du fait du redécoupage cantonal de 2014 qui a conduit à l'ajustement de périmètres de certains arrondissements, soit à la suite de la création de communes nouvelles. Le nombre de communes de l'arrondissement de Villeneuve-sur-Lot reste quant à lui inchangé depuis 2015 et égal à 92.
Au 1er janvier 2024, l'arrondissement groupe les 92 communes suivantes :
1. Allez-et-Cazeneuve
2. Anthé
3. Auradou
4. Beaugas
5. Bias
6. Blanquefort-sur-Briolance
7. Boudy-de-Beauregard
8. Bourlens
9. Bournel
10. Cahuzac
11. Cancon
12. Casseneuil
13. Castelnaud-de-Gratecambe
14. Castillonnès
15. Cavarc
16. Cazideroque
17. Condezaygues
18. Courbiac
19. Cuzorn
20. Dausse
21. Dévillac
22. Dolmayrac
23. Doudrac
24. Douzains
25. Ferrensac
26. Fongrave
27. Frespech
28. Fumel
29. Gavaudun
30. Hautefage-la-Tour
31. Lacapelle-Biron
32. Lacaussade
33. Lalandusse
34. Laussou
35. Lédat
36. Lougratte
37. Masquières
38. Massels
39. Massoulès
40. Mazières-Naresse
41. Monbahus
42. Monclar
43. Monflanquin
44. Monségur
45. Monsempron-Libos
46. Montagnac-sur-Lède
47. Montastruc
48. Montauriol
49. Montaut
50. Montayral
51. Monviel
52. Moulinet
53. Pailloles
54. Parranquet
55. Paulhiac
56. Penne-d'Agenais
57. Pinel-Hauterive
58. Pujols
59. Rayet
60. Rives
61. Saint-Antoine-de-Ficalba
62. Saint-Aubin
63. Sainte-Colombe-de-Villeneuve
64. Saint-Étienne-de-Fougères
65. Saint-Étienne-de-Villeréal
66. Saint-Eutrope-de-Born
67. Saint-Front-sur-Lémance
68. Saint-Georges
69. Sainte-Livrade-sur-Lot
70. Saint-Martin-de-Villeréal
71. Saint-Maurice-de-Lestapel
72. Saint-Pastour
73. Saint-Quentin-du-Dropt
74. Saint-Sylvestre-sur-Lot
75. Saint-Vite
76. Salles
77. La Sauvetat-sur-Lède
78. Sauveterre-la-Lémance
79. Savignac-sur-Leyze
80. Sembas
81. Sérignac-Péboudou
82. Le Temple-sur-Lot
83. Thézac
84. Tombebœuf
85. Tourliac
86. Tournon-d'Agenais
87. Tourtrès
88. Trémons
89. Trentels
90. Villebramar
91. Villeneuve-sur-Lot
92. Villeréal

## Administration

### Liste des sous-préfets
| Période | Période | Identité                     | Fonction précédente | Observation |
| ------- | ------- | ---------------------------- | ------------------- | ----------- |
|         |         |                              |                     |             |
| 1964    | 1967    | Michel Levallois (1934-2018) |                     |             |
|         |         |                              |                     |             |
| 1997    | 1999    | Alain Zabulon                |                     |             |
|         |         |                              |                     |             |
| 2007    | 2009    | Guy Mascres,                 |                     |             |
| 2009    | 2012    | Jérôme Decours,              |                     |             |
| 2012    | 2015    | Johann Mougenot              |                     | -           |
| 2015    | 2017    | Thierry MAILLES              |                     | -           |
| 2017    | 2021    | Véronique SCHAAF             |                     | -           |
| 2021    | 2025    | Arnaud BOURDA                |                     | -           |

## Démographie
En 2022, l'arrondissement comptait 89 730 habitants.
| 1968   | 1975   | 1982   | 1990   | 1999   | 2006   | 2011   | 2016   | 2021   |
| ------ | ------ | ------ | ------ | ------ | ------ | ------ | ------ | ------ |
| 84 919 | 86 107 | 88 170 | 88 574 | 86 850 | 90 007 | 90 733 | 89 667 | 89 282 |

| 2022   | - | - | - | - | - | - | - | - |
| ------ | - | - | - | - | - | - | - | - |
| 89 730 | - | - | - | - | - | - | - | - |